# بردیک
بردیک (به ارمنی: Բերդիկ) یک روستا در ارمنستان است که در استان آرارات واقع شده‌است. بردیک در ۶ کیلومتری شمال شرق آرتاشات، مرکز استان آرارات واقع شده‌است.

## خصوصیات
بردیک ۹۱۷ نفر جمعیت دارد و در ارتفاع ۸۶۰ متر بالاتر از سطح دریا قرار گرفته‌است.
| سال   | ۱۸۳۱ | ۱۸۹۷ | ۱۹۲۶ | ۱۹۳۹ | ۱۹۵۹ | ۱۹۷۰ | ۱۹۷۹ | ۲۰۰۱ | ۲۰۰۴ | ۲۰۱۱ |
| جمعیت | ۱۳۷  | ۳۴۱  | ۱۷۲  | ۲۷۳  | ۶۲۲  | ۷۳۶  | ۷۹۰  | ۹۱۷  | ۱۰۰۰ | ۱۰۵۰ |